# Medal Świętej Heleny
Medal Świętej Heleny (fr. médaille de Sainte-Hélène) – odznaczenie ustanowione w roku 1857 przez cesarza Napoleona III dla uhonorowania żołnierzy walczących pod sztandarami cesarza Napoleona I w latach 1792–1815. Od momentu ustanowienia medalu odznaczono nim około 405 tysięcy osób.
Autorem projektu medalu był grawer Désiré-Albert Barre. Miał wymiary 50 × 31 mm i był on wykonany z ciemnego brązu, stąd jego popularna nazwa medal czekoladowy (médaille de chocolat). 
Kolory wstążki: cesarska zieleń ('vert empire') z prążkami w czerwieni.
Awers: NAPOLEON I EMPEREUR, wizerunek głowy Napoleona I w wieńcu laurowym, pod głową symbol.
Rewers: CAMPAGNES DE 1792 A 1815, A SES COMPAGNONS DE GLOIRE SA DERNIRE PENSEE STE HELENE, 5 MAI 1821
Zwieńczenie medalu: cesarska korona z orłami i jabłko z krzyżem.

## Odznaczeni
Wśród nich m.in.:
- gen. Jan Henryk Dąbrowski (pośmiertnie?),
- gen. Henryk Dembiński,
- gen. Tomasz Andrzej Łubieński,
- gen. Józef Załuski,
- gen. Maciej Rybiński,
- płk Feliks Breański,
- płk Andrzej Niegolewski (pośmiertnie?),
- ppłk Franciszek Żarski,
- ppłk Stefan Biesiekierski,
- mjr Józef Puzyna,
- mjr Antoni Żwan,
- mjr Józef Wiśniewski,
- kpt. Józef Kępiński,
- kpt. Aleksander Gumiński,
- kpt. Michał Tędowski,
- por. Teodor Szydłowski,
- por. Alojzy Suchodolski,
- sierż. Franciszek Fornalski
- Władysław Rulikowski[1],
- Aleksander Fredro.